# بوکویتسه (ناحیه ییچین)
بوکویتسه (به چکی: Bukvice) یک منطقهٔ مسکونی در جمهوری چک است که در شهرستان ییچین واقع شده‌است.